# Surendra Bikram Shah
Surendra Bikram Shah av Nepal, född 1829, död 1881, var kung av Nepal mellan 1847 och 1881.